# Cratere Kinda
Kinda  è un cratere sulla superficie di Marte.